# Jakarta Open 1996 - Qualificazioni doppio
Le qualificazioni del doppio  del Jakarta Open 1996 sono state un torneo di tennis preliminare per accedere alla fase finale della manifestazione. I vincitori dell'ultimo turno sono entrati di diritto nel tabellone principale. In caso di ritiro di uno o più giocatori aventi diritto a questi sono subentrati i lucky loser, ossia i giocatori che hanno perso nell'ultimo turno ma che avevano una classifica più alta rispetto agli altri partecipanti che avevano comunque perso nel turno finale.
Le qualificazioni del doppio del torneo Jakarta Open 1996 prevedevano 4 coppie partecipanti di cui una è entrata nel tabellone principale.

## Teste di serie
1. Rikard Bergh /  David Ekerot (Qualificati)

1. Sander Groen /  Nicolás Lapentti (primo turno)

## Qualificati
1. Rikard Bergh  /   David Ekerot

## Tabellone

### Legenda
| - Q = Qualificato - WC = Wild card - LL = Lucky loser | - ALT = Alternate - SE = Special Exempt - PR = Protected Ranking | - w/o = Walkover - r = Ritirato - d = Squalificato |

|  | Primo turno | Primo turno                       | Primo turno | Primo turno | Primo turno |  |  | Ultimo turno | Ultimo turno                   | Ultimo turno                   | Ultimo turno | Ultimo turno |  |
|  |             |                                   |             |             |             |  |  |              |                                |                                |              |              |  |
|  | 1           | Rikard Bergh David Ekerot         | 6           | 6           | 6           |  |  |              |                                |                                |              |              |  |
|  |             | Febi Widhiyanto Surya-Wijaya Budi | 7           | 2           | 1           |  |  | 1            | Rikard Bergh David Ekerot      | Rikard Bergh David Ekerot      | 6            | 6            |  |
|  |             | Sulistyo Wibowo Bonit Wiryawan    | 6           | 3           | 6           |  |  |              | Sulistyo Wibowo Bonit Wiryawan | Sulistyo Wibowo Bonit Wiryawan | 4            | 2            |  |
|  | 2           | Sander Groen Nicolás Lapentti     | 3           | 6           | 3           |  |  |              |                                |                                |              |              |  |